# 泰明町
泰明町（たいめいちょう）は、愛知県名古屋市港区の地名。現行行政地名は泰明町1丁目から泰明町3丁目。住居表示未実施。

## 地理
名古屋市港区中央北部に位置する。東は東土古町、西は土古町・港北町、南は本宮町、北は川西通に接する。

## 歴史

### 町名の由来
明るい平和な町となるように願いを込めた命名であるとされる。

### 沿革
- 1961年（昭和36年）3月28日 - 港区土古町の一部により、同区泰明町として成立[1]。

## 世帯数と人口
2019年（平成31年）3月1日現在の世帯数と人口は以下の通りである。
| 町丁   | 世帯数    | 人口    |
| ------ | --------- | ------- |
| 泰明町 | 1,303世帯 | 2,357人 |

### 人口の変遷
国勢調査による人口の推移
| 1995年（平成7年）  | 3,354人 | [ 9 ]  |  |
| 2000年（平成12年） | 3,122人 | [ 10 ] |  |
| 2005年（平成17年） | 2,864人 | [ 11 ] |  |
| 2010年（平成22年） | 2,655人 | [ 12 ] |  |
| 2015年（平成27年） | 2,411人 | [ 13 ] |  |

## 学区
市立小・中学校に通う場合、学校等は以下の通りとなる。また、公立高等学校に通う場合の学区は以下の通りとなる。
| 番・番地等 | 小学校               | 中学校               | 高等学校 |
| ---------- | -------------------- | -------------------- | -------- |
| 全域       | 名古屋市立小碓小学校 | 名古屋市立港北中学校 | 尾張学区 |

## 施設
- 名古屋競馬場[7]
- 名古屋市営泰明荘[16]
- 名古屋市営新泰明荘[16]
- 名古屋市営泰明南荘[16]
- 土古医院[16]
- 名古屋競馬場会館[16]

## その他

### 日本郵便
- 郵便番号 : 455-0069[4]（集配局：名古屋港郵便局[17]）。